# Jackson Bidei
Jackson Bidei (ur. 10 października 1957) – nigeryjski zapaśnik walczący w stylu wolnym. Olimpijczyk z Seulu 1988; gdzie odpadł w eliminacjach w kategorii 100 kg.
Zajął siedemnaste miejsce na mistrzostwach świata w 1991. Mistrz igrzysk afrykańskich w 1987 i 1991. Zdobył sześć medali na mistrzostwach Afryki w latach 1988 - 1994. Wicemistrz igrzysk Wspólnoty Narodów w 1994. Wicemistrz Wspólnoty Narodów w 1987 i trzeci w 1989. Szósty w Pucharze Świata w 1991 roku.